# Гигантская пчела
Гига́нтская пчела́, или инди́йская больша́я пче́ла (лат. Ápis dorsata) — вид диких пчёл семейства Apidae подсемейства Apinae.

## Ареал
Гигантские пчёлы распространены в Индии, Индокитае, на островах Цейлон, Ява, Борнео, Филиппинских островах.

## Описание
Матка, рабочие пчёлы и трутни по размеру мало отличаются: трутни длиной 16 мм, матки и рабочие пчелы — 18 мм. Цвет пчёл этого вида желтоватый.

## Особенности биологии
Гигантские пчёлы строят соты на дереве или в расщелине скалы. Длина сота — 1 м и более. В сотах находили до 27 кг меда. По размеру все ячейки сота почти одинаковы. В зависимости от времени года пчёлы перекочёвывают в более тёплые или холодные места. Потревоженная семья нападает на нарушителя спокойствия и после этого покидает «улей», больше к нему не возвращаясь. Это облегчает добычу производимого ими мёда и воска. Гигантские пчёлы одомашниванию не поддаются.